# 建州 (廣東)
建州，是南北朝的州。
梁武帝普通四年（523年），分广州在安遂县（今广东省郁南县东南连滩）设立建州。下辖广熙郡（治安遂）。广熙郡下辖安遂县、永熙县、安南县、罗平县、宁乡县、长化县、定昌县、宝宁县。南陈沿置，至南陈灭亡时，罗平县、宁乡县、长化县、定昌县、宝宁县被废除。隋朝灭陈，废除广熙郡，安遂县、永熙县、安南县直属建州。大业元年（605年）废除建州、安南县，安遂县、永熙县地入泷州。